# Complesso Hazrati Imam
Il complesso Hazrati Imam è una piazza che comprende un insieme di edifici religiosi di Tashkent, in Uzbekistan.
Il complesso prende il nome dall'imam sepolto nel mausoleo. La piazza si trova nella parte vecchia della capitale e comprende una serie di edifici costruiti in varie epoche: 
- il mausoleo del primo imam di Tashkent, Hazrati Imam (il cui nome esteso è Abu-Bakr Muhammad Kaffal Shashi).
- la madrasa Barak Khan
- la moschea Telyashayakh
- la moschea Hazroti Imam
- la biblioteca museo Moyie Mubarek (dove è custodita quella che si ritiene essere una delle edizioni più antiche del Corano esistenti nel mondo).

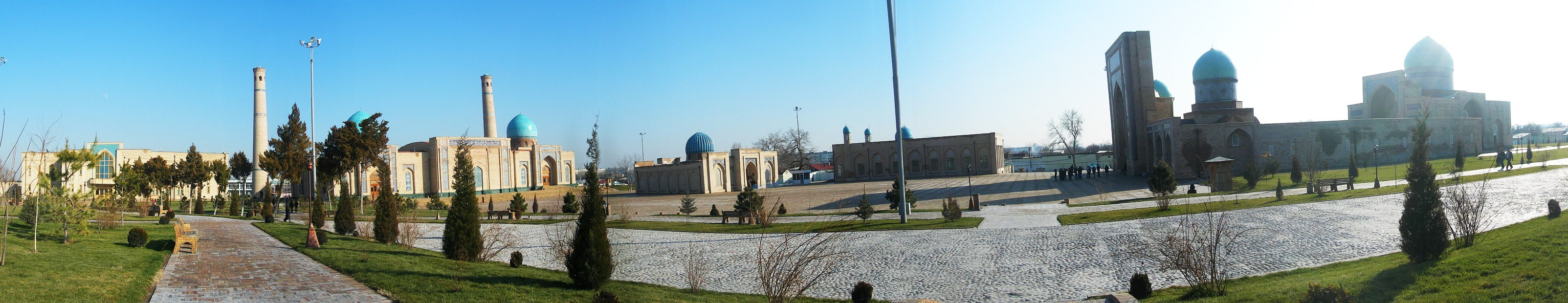
foto panoramica del complesso